# اللواء الإسلامي الدولي
اللواء الإسلامي الدولي ويعرف كذلك بالجيش الإسلامي لحفظ السلام هو اسم لمنظمة دولية للمجاهدين المسلمين أسست عام 1998.

## التاريخ
تتألف الوحدة ما بين 400 و1500 من المقاتلين أغلبهم من داغستان (الآفاريين والدارجينيّون بشكل رئيس) بالإضافة للشيشانيين والعرب والأتراك وجنسيات أخرى مختلفة. خطاب كان أميرهم العربي وشامل باساييف كان أميرهم الشيشاني. نشطت الجماعة في غزو داغستان ثم في الحرب الحرب الشيشانية الثانية.